# 19547 Collier
19547 Collier è un asteroide della fascia principale. Scoperto nel 1999, presenta un'orbita caratterizzata da un semiasse maggiore pari a 2,2121133 UA e da un'eccentricità di 0,0878432, inclinata di 1,72710° rispetto all'eclittica.